# 沈阳地铁5号线
沈阳地铁5号线是指沈阳市的地铁系统中的第5条线路，是沈阳市轨道交通四期规划中的一条线路，目前处于规划阶段。根据最新的四期规划，沈阳地铁5号线一期共设站21座，总长39.9千米，西起国际物流园站，东到新园站。

## 历史
作为四期规划的一部分，沈阳地铁5号线的规划经过了多次修改。2023年，沈阳市城乡建设局对沈阳市城市轨道交通第四期建设规划（2025-2030年）环境影响评价信息进行第一次公示，规划包含地铁5号线一期，全长约37.3km。而在2025年的最新四期规划公示中，5号线取消了铁西区政府站、卫工街站、胜利大街站、奉天街站、小河沿路站。市妇婴医院站以东更改了线路走向，由原来的在万莲站换乘10号线改为在长安路站换乘。

沈阳地铁远期规划，5号线是四横四纵中的横线之一

沈阳地铁线路图

在远期规划中，5号线西段计划通到沈阳西站。

## 车站
5号线一期工程共设21座车站，全部为地下车站。

### 换乘站
- 齐贤街站：换乘16号线。
- 北二路站：换乘9号线。
- 沈阳站站：换乘1号线和7号线
- 南五马路站：换乘4号线。
- 领事馆站：换乘8号线。
- 青年公园站：换乘2号线。
- 市妇婴医院站：换乘6号线。
- 长安路站：换乘10号线。
- 凌云街站：换乘3号线。
- 长安桥南街站：换乘9号线。